# アミルカル・カブラル大学
アミルカル・カブラル大学（ポルトガル語: Universidade Amílcar Cabral）はギニアビサウのビサウ市にある大学である。同国最初の国立大学で、2003年11月13日に、暫定大統領であったエンリケ・ロザにより設立された。大学名は、独立の父とされるアミルカル・カブラルの名にちなんでいる。